# 克魯格利克 (瓦爾基區)
49°50′48″N 35°34′57″E / 49.84667°N 35.58250°E
克魯赫利克（烏克蘭語：Круглик）是位於烏克蘭東部的村莊，由哈爾科夫州博霍杜希夫區的瓦爾基市鎮負責管轄。該村始建於1650年，面積2.32平方公里，海拔高度175米，2001年人口46，人口密度每平方公里19.8人。